# Saint-Gérand-Croixanvec
Saint-Gérand-Croixanvec è un comune francese di 1.309 abitanti situato nel dipartimento del Morbihan nella regione della Bretagna. È stato istituito il 1 gennaio 2022 dalla fusione dei precedenti comuni di Saint-Gérand e Croixanvec.